# Стёкерс, Робер
Робер Стёкерс (фр. Robert Steuckers, 1958) — бельгийский политик, издатель журналов «Ориентасьон» (Orientations), «Вулуар» (Vouloir); бюллетень «Новости европейской синергии» (Nouvelles de Synergies Europeennes).